# Набэсима Сигэмоти
Набэсима Сигэмоти (яп. 鍋島 重茂, 27 августа 1733 — 1 августа 1770) — японский даймё периода Эдо, 8-й правитель княжества Сага (1760—1770).

## Биография
Седьмой сын Набэсимы Мунэсигэ, 6-го даймё Саги. Мать, Садахимэ, дочь Кудзэ Митики, четвёртого сына Наканоин Митисигэ. Его детские имена Сутэмару (捨丸) и Ухэйта (右平太). Его первоначальное имя было Наоаки (直亮).
В 1749 году Наоаки был усыновлён своим старшим братом, Набэсимой Мунэнори, 7-м даймё Саги. В 1760 году Мунэнори вышел в отставку и передал княжество Наоаки. После чего он сменил своё имя на Сигэмоти (重茂), используя иероглиф из имени сёгуна Токугавы Иэсигэ и традиционный иероглиф семьи Набэсима.
В 1770 году Набэсима Сигэмоти умер в возрасте 36 лет. Поскольку у него не было наследника, ему наследовал его младший брат Набэсима Харусигэ. Его каймё было Дайко-индэн Тосо Рёкаку Дайкодзи (大弘院殿道聡良廓大居士).

## Семья
Первая жена, Мотохимэ (1739—1761), старшая дочь Датэ Мунэмура, даймё Сэндая. Её сын Гэнмару (1761—?) умер в младенчестве. Вторая жена, Сюкухимэ (1744—1815), третья дочь Токугавы Мунэтакэ. Наложница, Яэно, дочь Кобаяси Тацуаки. Дочь от Яэно, Кадзуко, жена Набэсимы Наомасу, даймё Оги.